# Perrypedia

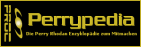
Perrypedia-Logo

Die Perrypedia ist ein Online-Nachschlagewerk in Form eines Wikis zur deutschen Science-Fiction-Serie Perry Rhodan und zu allen anderen im fiktiven Perry-Rhodan-Universum angesiedelten Produkten, wie zum Beispiel der Schwesterserie Atlan.
Der Name „Perrypedia“ setzt sich aus den Begriffen Perry Rhodan und Encyclopedia zusammen. Die Perrypedia wurde im Januar 2004 als ein Projekt der Perry-Rhodan-Online-Community (PROC) gestartet. Mittlerweile finanziert sie sich durch Spenden, die von der PERRY RHODAN Fanzentrale e. V. verwaltet werden. Im Jahr 2006 enthielt das Lexikon 12.000 Stichworte in 8.000 Artikeln, inzwischen haben mehr als 3.000 registrierte Benutzer über 60.000 Artikel erstellt.
Die Perrypedia ist Gründungsmitglied des deutschen Fan Wiki Rings.

## Zielsetzung
Ziel des Projektes, in das jeder sein Wissen einbringen kann, ist die Erstellung einer vollständigen, freien Enzyklopädie des auch als „Perryversum“ bezeichneten Perry-Rhodan-Universums.
Die geschichtlichen und technologischen Hintergründe der Perry-Rhodan-Serie sowie ihr „kosmologischer“ Überbau haben in den mehr als 60 Jahren ihres Bestehens eine Komplexität und einen Detailreichtum erreicht, der nicht nur Neulesern oder nach einiger Zeit wieder eingestiegenen Lesern oft Schwierigkeiten bereitet, die Zusammenhänge zu verstehen. Auch so genannte „Altleser“, die der Serie seit vielen Jahren treu geblieben sind, können leicht den Überblick verlieren. Die Perrypedia soll beiden Gruppen als Nachschlagewerk dienen. Auch einige Autoren der Perry Rhodan-Serie nutzen die Perrypedia zeitweise als Gedächtnisstütze.

## Inhalte
Neben Artikeln zu allen denkbaren Begriffen (Handlungsorte, Personen und Völker, Technik, Flora und Fauna), der Beschreibung kosmischer Zusammenhänge des Perryversums sowie den Inhaltszusammenfassungen der Romane gibt es Informationen zum Umfeld der Serie (Produkte, Autoren, Zeichner etc.). Mit großer Akribie werden einzelne Details notiert und aktualisiert und in der Regel mit Quellenangaben versehen, manchmal nach längeren klärenden Diskussionen, um dem Anspruch an Zuverlässigkeit und Vollständigkeit gerecht zu werden. Laut dem Journalisten Helmut Hein sind die Lexikon-Einträge der Perrypedia „meist noch umfassender und detaillierter, oft auch in der Analyse scharfsinniger und ‚tiefer‘, als aus Wikipedia gewohnt“.
Systematische Listen aller Schlagworte, detaillierte Aufstellungen zu allen Handlungszyklen der Serie und eine chronologische Darstellung der gesamten Geschichte des Perryversums erleichtern Interessierten den Einstieg, auch in ältere Zyklen der seit 1961 gewachsenen Serie. Zusätzlich werden auch Nebenprodukte der Serie, die mit ihr und den dargestellten Handlungsbögen eng verwoben sind, wie Taschenbücher und Sondererscheinungen, erfasst und aufgearbeitet. Ebenso wird „Atlan“, die Schwesterserie der Perry-Rhodan-Serie, in der Perrypedia dokumentiert.

### Exzellente Artikel
In einer regelmäßig stattfindenden Abstimmung werden die Exzellenten Artikel gewählt, die nach bestimmten, festgelegten Kriterien als besonders informativ gelten.

## Lizenz
Die Inhalte der Perrypedia unterliegen der GNU-Lizenz für freie Dokumentation. Nach entsprechender Genehmigung durch die Verlagsredaktion werden bei den Inhaltszusammenfassungen der Heftromane Bildzitate der Titelbilder ins Netz gestellt.